# Commonwealth Range
Il Commonwealth Range è una catena montuosa lunga 144 km, costituita da una serie di monti frastagliati disposti in senso nord-sud. La catena costeggia il bordo orientale del Ghiacciaio Beardmore, dalla Barriera di Ross fino al Ghiacciaio Keltie.
È situata nella Costa di Dufek e fa parte dei Monti della Regina Maud, in Antartide.
La catena montuosa fu scoperta dalla Spedizione Nimrod (British Antarctic Expedition 1907–09) e denominata in onore del Commonwealth dell'Australia, che aveva fornito una notevole assistenza alla spedizione.

## Elevazioni principali
Il picco più elevato è il Flat Top, alto 4000 metri.
Altri picchi importanti della catena sono:
- Monte Donaldson – 3 930 m (12 890 piedi)
- Monte Macdonald – 3 630 m (11 910 piedi)
- Monte Hermanson – 3 140 m (10 300 piedi)
- Monte Deakin – 2 810 m (9 220 piedi)
- Gray Peak – 2 570 m (8 430 piedi)

La vetta più elevata nelle vicinanze del Flat Top è il massiccio Monte Kaplan, posto 39 km a est-nordest.

## Elevazioni
Le principali elevazioni includono:
- Airdrop Peak
- Ghiacciaio Beardmore
- Beetle Spur
- Celebration Pass
- Dolphin Spur
- Ebony Ridge
- Flat Top
- Ghiacciaio Hood
- Ghiacciaio Keltie
- Lands End Nunataks
- Ghiacciaio Ludeman
- Mount Cyril
- Monte Donaldson
- Mount Henry
- Mount Kathleen
- Mount Kyffin
- Mount Patrick
- Mount Robert Scott
- Ghiacciaio Osicki
- Pain Neve
- Separation Range
- Siege Dome